# Azuay tartomány

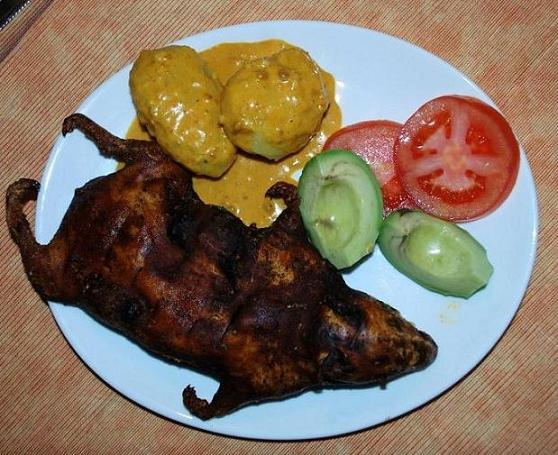
A sült tengerimalac nemzeti ínyencségnek számít.

Azuay Ecuador egyik tartománya az ecuadori felföldön, amelyet 1824. június 25-én alapítottak. Az ország déli részén lévő tartomány területe 7998 km². Székhelye Cuenca. A tartományban 4500 méter magas hegyek találhatók a Cajas Nemzeti parkban.
Azuay tartományt átszeli a Pánamerikai főútvonal. Cuenca-t belföldi repülőjáratok kötik össze Quito-val és Guayaquil-lel.

## Kantonok
A tartományban 15 kanton van. Az alábbi táblázat ezeket a kantonokat sorolja fel.
| Kanton                | Népesség (2001) | Terület (km²) | Székhely                        |
| --------------------- | --------------- | ------------- | ------------------------------- |
| Camilo Ponce Enríquez |                 |               | Camilo Ponce Enríquez település |
| Chordeleg             | 10,859          | 105           | Chordeleg                       |
| Cuenca                | 417,632         | 3,086         | Cuenca                          |
| El Pan                | 3,075           | 132           | El Pan                          |
| Girón                 | 12,583          | 347           | Girón                           |
| Guachapala            | 3,125           | 41            | Guachapala                      |
| Gualaceo              | 38,587          | 347           | Gualaceo                        |
| Nabón                 | 15,121          | 636           | Nabón                           |
| Oña                   | 3,231           | 295           | Oña                             |
| Paute                 | 23,106          | 267           | Paute                           |
| Pucará                | 20,382          | 848           | Pucará                          |
| San Fernando          | 3,961           | 142           | San Fernando                    |
| Santa Isabel          | 18,015          | 781           | Santa Isabel                    |
| Sevilla de Oro        | 5,234           | 314           | Sevilla de Oro                  |
| Sigsig                | 24,635          | 657           | Sigsig                          |